# Pesquera de Duero
Pesquera de Duero is een gemeente in de Spaanse provincie Valladolid in de regio Castilië en León met een oppervlakte van 55,98 km². Pesquera de Duero telt 474 inwoners (1 januari 2016).

## Demografische ontwikkeling
Bron: INE, 1857-2011: volkstellingen